# Muhammad Karam
Muhammad Karam, Mohammed Karam (ur. 1955) – piłkarz z Kuwejtu, reprezentant kraju.
W 1982 został powołany przez trenera Carlosa Alberto Parreirę na Mistrzostwa Świata 1982, gdzie reprezentacja Kuwejtu odpadła w fazie grupowej.